# Freekeh

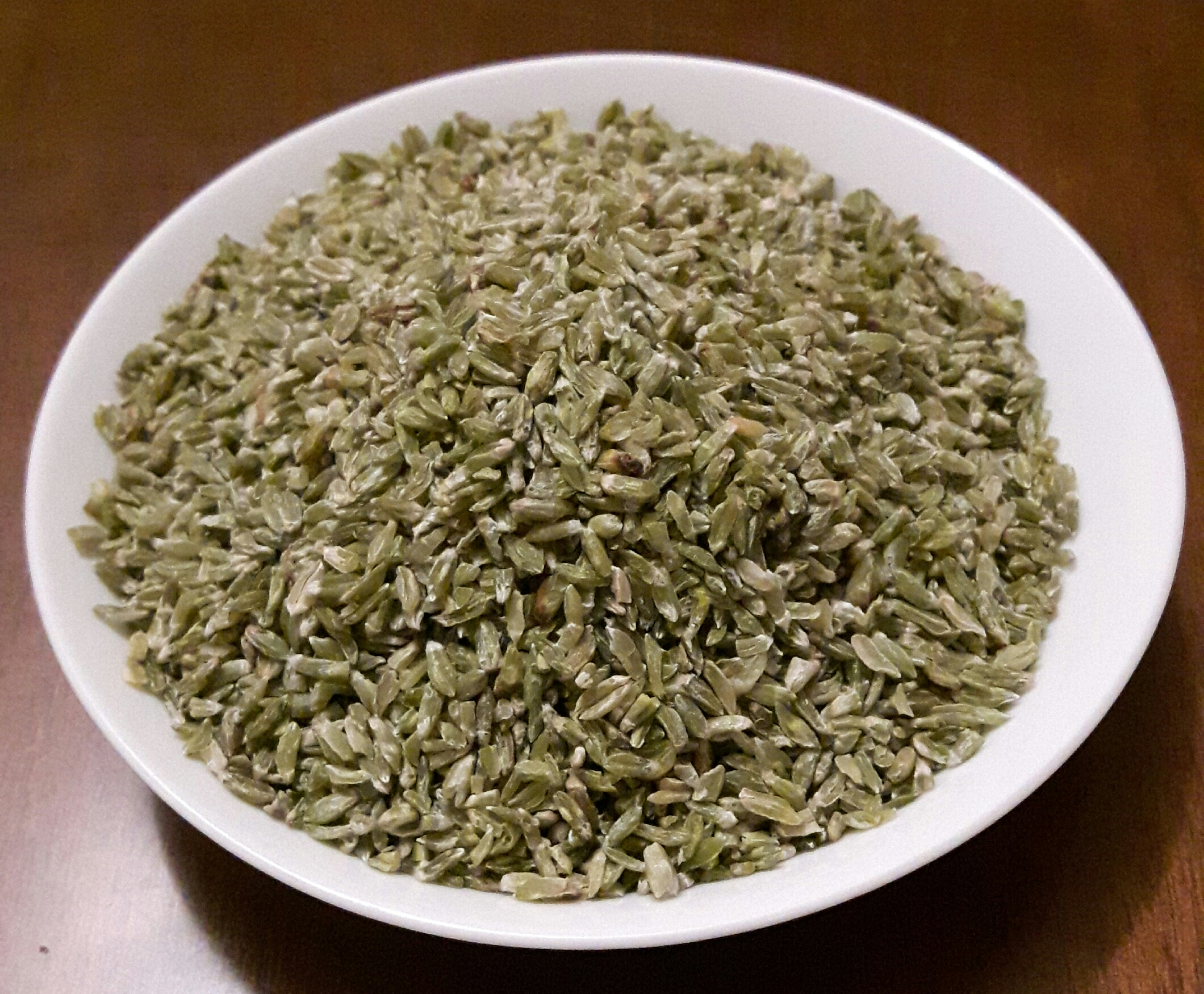
Ungekochtes Freekeh

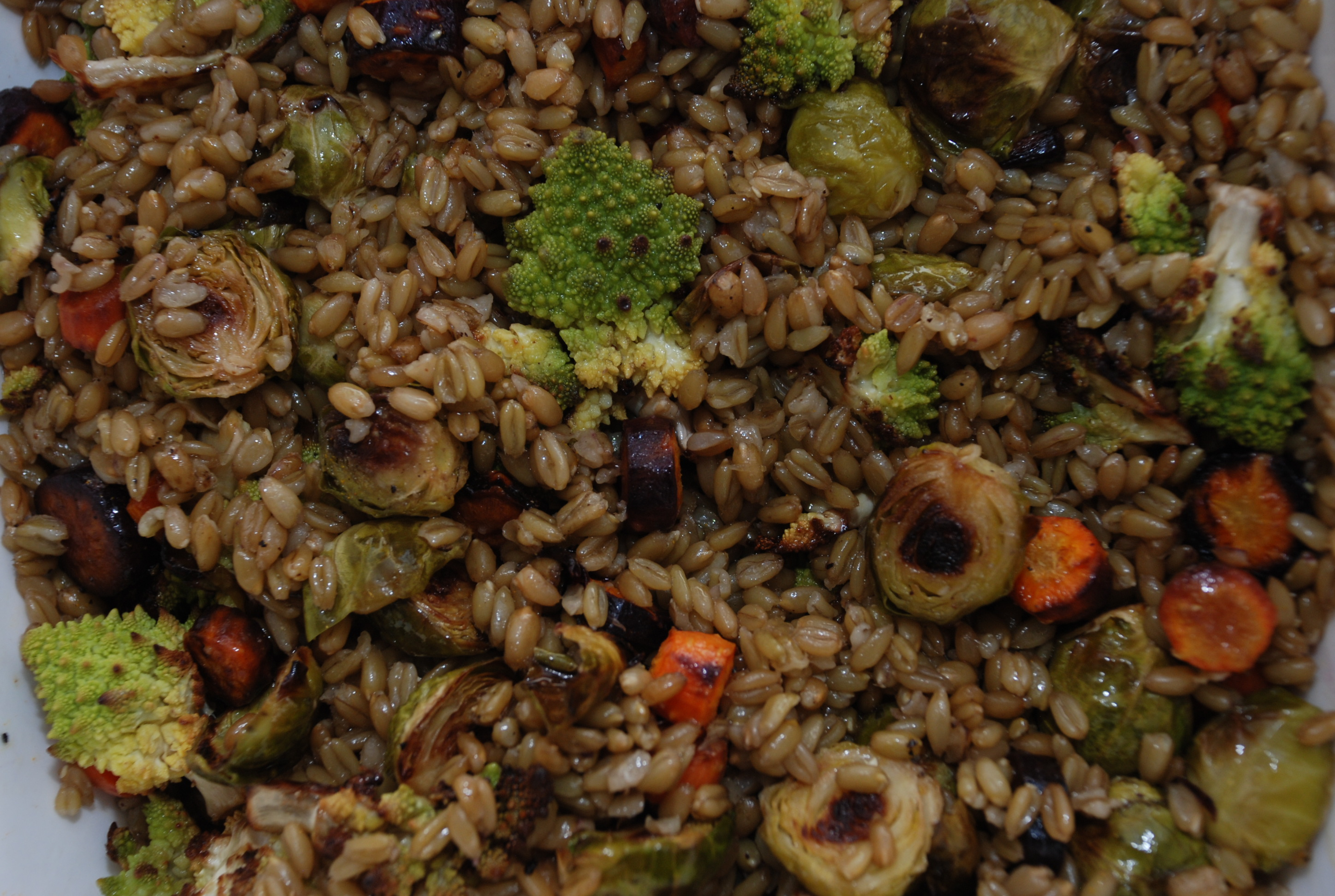
Freekeh mit gegrilltem Gemüse

Freekeh (auch Farīk, Frikeh, Frique, Frik, Fireek, Freeky, Firik oder Freek), arabisch فريكة für ‚gerieben‘, ist ein Getreideprodukt aus unreif geerntetem und über offenem Feuer getrocknetem und geröstetem Hartweizen. Gerichte mit Freekeh als Hauptbestandteil sind in der nordafrikanischen und levantinischen Küche bekannt, dort wo das ursprüngliche Anbaugebiet des Hartweizens liegt.

## Herstellung
Der Weizen für Freekeh muss zu einem bestimmten Zeitpunkt unreif geerntet werden, während er noch grün ist und die Körner weich und wasserhaltig sind. Er wird dann aufgeschichtet und einen Tag lang in der Sonne getrocknet. Die Getreidestapel werden dann vorsichtig und kontrolliert in Brand gesetzt, so dass nur Stroh und Spreu, aber nicht die Körner verbrennen. Der hohe Wassergehalt des Hartweizens in diesem Wachstumsstadium sorgt dafür, dass die Körner geröstet werden, ohne zu verbrennen. Danach wird der Weizen gedroschen und weiter in der Sonne getrocknet, um einheitlichen Geschmack, Konsistenz und Farbe zu erreichen. Zuletzt wird der Weizen mit den Händen gerieben (daher auch der arabische Name), um die restliche Spreu zu entfernen.

## Geschichte
Einer Legende nach soll eine Hütte mit jungem grünen Weizen abgebrannt sein. Die Bauern dachten zunächst, die Ernte sei durch das Feuer zerstört worden. Als sie jedoch die verbrannten Spelzen der Körner abrieben, stellten sie mit Verwunderung fest, dass die Körner nicht nur noch essbar waren, sondern durch die Röstung auch außerordentlich schmackhaft geworden waren.
In einer anderen Quelle wird berichtet, ein Sultan im Osmanischen Reich habe seinen Soldaten erlaubt, Weizen und Mehl zu beschlagnahmen. Die Bevölkerung umging diese Bestimmung, indem sie ihr Getreide unreif erntete und es anschließend durch Trocknen über dem Feuer haltbar machte.
Die Zubereitung eines Gerichtes mit einer Zutat namens farīk wurde schon in einem Kochbuch aus dem frühen 13. Jahrhundert in Bagdad beschrieben: In dem Rezept für farīkiyya wird Fleisch in Öl angebraten und mit Wasser, Salz und Zimtstangen geschmort. Dann wird getrockneter Koriander mit Freekeh zusammen eingerührt und gekocht, bis es gar ist. Serviert wird das Gericht mit Kreuzkümmel, Zimt und frischem Lammfett. Gesichert ist jedoch nicht, dass diese Zutat unreifer Weizen oder sogar Hartweizen war.

## Verwendung
Freekeh wird wie andere Getreideprodukte als Beilage oder Bestandteil von Hauptgerichten zubereitet. Der nussige, leicht rauchige Geschmack von Freekeh gibt dem Gericht eine besondere Note. Wegen seiner Ähnlichkeit zu Grünkern kann Freekeh auch anstelle von Grünkern verwendet werden.
Für die Zubereitung wird Freekeh – ähnlich wie Reis – gewaschen und mit der zwei- bis zweieinhalbfachen Menge leicht gesalzenem Wasser oder Brühe etwa 15–20 Minuten (Schrot oder Bruch) bzw. 40–45 Minuten (ganze Körner) gekocht.
Seit einiger Zeit (Stand 2019) wird Freekeh als Superfood beworben, weil er eine sehr gute Proteinquelle sei und besonders viele Ballaststoffe enthalte. Auch Calcium und Magnesium sei um ein Vielfaches höher als bei „vergleichbaren Getreideprodukten“. Weiterhin gehöre Freekeh zu den Nahrungsmitteln mit einem niedrigen glykämischen Index (GI = 43), sei somit besonders wichtig für eine gute Energieversorgung des Menschen und ein wertvolles Nahrungsmittel für Diabetiker und Sportler.

## Durchschnittliche Zusammensetzung
Je 100 g essbarem Anteil:
| Bestandteile  |                    |
| ------------- | ------------------ |
| Energie       | 1436 kJ (343 kcal) |
| Eiweiß        | 14,7 g             |
| Fett          | 2,6 g              |
| Kohlenhydrate | 69 g               |
| Ballaststoffe | 12,3 g             |
| Mineralstoffe | 3,3 g              |
| Zucker        | 1 g                |
| Eisen         | 4,7 mg             |
| Calcium       | 47 mg              |